# 伊陽-阿爾加普拉火山
伊陽-阿爾加普拉火山是一座位於印度尼西亞東爪哇省的混合火山群，其毗鄰於拉翁火山與拉蒙安火山。伊陽火山的地形被一道1,000（3,300英尺）深的山谷嚴重侵蝕。目前沒有關於該火山在近500年間的確切噴發紀錄，僅在1597年有一次未被證實的噴發紀錄。